# Manuel Morales
Svatý Manuel Morales (8. února 1898, Mesillas – 15. srpna 1926, Chalchihuites) byl mexický římskokatolický laik a mučedník.

## Život
Narodil se 8. února 1898 v Mesillas. Po narození byl zapsán jako dítě svých prarodičů z důvodu že jeho matka Matiana Morales byla svobodná. Ještě jako malý chlapec přišel o svého dědečka, kterého měl jako svého otce. Poté odešel se svou rodinou do Chalchihuites.
Roku 1911 zatoužil studovat literaturu a proto po svolení jeho babičky začal 2. října 1911 studovat v semináři v Durangu. Sociální krize v Mexiku zasáhla i vzdělávací instituty a proto byl nucen odejít zpět domu. Poté si našel práci jako prodavač a nakonec začal pracovat v rodinné pekárně. Dne 1. září 1921 se oženil s Maríí del Consuelo Loera Cifuentes. Spolu měli tři syny Manuela, Carlose a Alfonsa. Se svou rodinou denně navštěvoval mše. Stal se spolupracovníkem otce Luise Batize Sáinze a působil jako člen Katolické asociace mexické mládeže a předseda Chalchihuiteské sekce Národní ligy na obranu náboženské svobody. Podmínky církve v Mexiku se však staly nesmírně obtížnými, zejména poté, co 5. února 1917 vstoupila v platnost nová antikleristická a antináboženská ústava.
Dne 29. července 1926 došlo k uzavření všech kostelů a zrušení všech bohoslužeb. Manuel jako předseda Národní ligy svolal všechny členy a vyzval je k boji proti tomuto činu. Ráno v neděli 15. srpna 1926 byl Manuel probuzen zprávou, že otec Luis Batiz Sáinz byl zatčen. Proto odešel spolu s Davidem Roldánem Larou a Salvadorem Larou Puentem vyjednat před úřady propuštění otce Luise. Uprostřed schůzky vrazily na úřad vojáci a zvolali jméno Manuel Morales! a Manuel zvolal Jsem zde. Manuel, David a Salvador byli zajati a odvezeni spolu s otcem Luisem na místo známé jako Puerto de Santa Teresa. Byla jim nabídnuta svoboda když uznají vládu a zákony Plutarca Elíase Callese, oni odmítli a byli na místě zastřeleni. Jejich těla byli odneseny obyvateli Chalchihuites a pohřbeny na městském hřbitově. Poté byli přesunuty do farního kostela.

## Proces svatořečení
Jeho proces blahořečení byl započat 22. srpna 1960 v arcidiecézi Guadalajara a to ve skupině Cristobal Magallanes Jara a 24 společníků. Dne 7. března 1992 uznal papež Jan Pavel II. jejich mučednictví. Blahořečeni byli 22. listopadu 1992 v bazilice sv. Petra papežem Janem Pavlem II. Dne 28. června 1999 uznal papež zázrak uzdravení na jejich přímluvu. Svatořečeni byli 21. května 2000 na Svatopetrském náměstí papežem Janem Pavlem II.